# Кузнецов, Александр Анатольевич
Алекса́ндр Анато́льевич Кузнецо́в (род. 10 сентября 1941, Дубровка) — советский и российский тренер по велоспорту, в течение трёх десятилетий возглавлял сборные команды СССР, СНГ и России, подготовил множество олимпийских чемпионов и чемпионов мира. Кандидат педагогических наук, профессор.

## Биография
Александр Кузнецов родился 10 сентября 1941 года в посёлке Дубровка Брянской области. Рос в многодетной семье, отец погиб в первые годы Великой Отечественной войны. Учился в Дубровской средней школе № 1, тогда же увлёкся велосипедами во время школьного велопутешествия до Москвы. В молодости, живя у тёти в Никополе, работал токарем на трубном заводе и одновременно с этим активно занимался шоссейным велоспортом, выступая за заводскую команду. Был членом сборной Днепропетровской области, выполнил норматив мастера спорта, однако уже в возрасте двадцати трёх лет уехал учиться в Ленинград и перешёл на тренерскую работу — работал тренером в детско-юношеской спортивной школе добровольного спортивного общества «Локомотив». В 1966 году окончил Государственный дважды орденоносный институт физической культуры имени П. Ф. Лесгафта, где впоследствии организовал велошколу и в течение многих лет возглавлял кафедру велосипедного спорта.
В 1985 году Кузнецов вошёл в тренерский состав национальной сборной СССР по велоспорту, в качестве главного тренера возил советскую команду на Олимпийские игры 1988 года, руководил велосипедной сборной в Объединённой команде из спортсменов бывших советских республик на Олимпийских играх 1992 года, позже неизменно возглавлял сборную России на Играх 1996, 2000 и 2004 годов. Его ученики в общей сложности выиграли 11 медалей олимпийского значения (6 золотых, 4 серебряные, 1 бронзовую), привезли более 50 золотых медалей с чемпионатов мира. Среди наиболее известных воспитанников — трёхкратный олимпийский чемпион Вячеслав Екимов, олимпийские чемпионы Александр Краснов, Виктор Манаков, Дмитрий Нелюбин, Владимир Осокин, Михаил Игнатьев, призёры Олимпийских игр Алексей Марков, Эдуард Грицун, Антон Шантырь.
Автор множества научных и методических работ, публиковал статьи в ежегоднике «Велосипедный спорт»: «Опыт подготовки начинающих велосипедистов» (1977), «Структура нагрузки и восстановления работоспособности велосипедистов» (1977), «Тренажёры в велосипедном спорте» (1978), «Вариант системы оценки квалификации велосипедиста по результатам» (1980). Кандидат педагогических наук (1981), автор диссертации на тему «Теоретическое обоснование и экспериментальная проверка использования тренажёрных средств в специальной подготовке велосипедистов высшей квалификации», профессор.
Занимал должность вице-президента Федерации велоспорта Санкт-Петербурга и Ленинградской области, являлся членом тренерского совета Санкт-Петербурга. В 2000-х годах также тренировал российскую профессиональную команду «Итера», сотрудничал с командой «Тинькофф. Кредитные Системы» бизнесмена Олега Тинькова, однако в конце концов между ними случился серьёзный конфликт. В настоящее время остаётся действующим тренером, занимаясь подготовкой санкт-петербургской команды «Локосфинкс», является старшим тренером и руководителем Центра олимпийской подготовки «Локомотив», в создании которого принимал непосредственное участие.
За выдающиеся достижения удостоен почётных званий «Заслуженный тренер СССР» и «Заслуженный тренер России». Помимо этого, награждён орденом Дружбы народов (1980), орденом Трудового Красного Знамени (1989), орденом «Знак Почёта», медалью ордена «За заслуги перед Отечеством» II степени. Присвоено звание «Заслуженный работник физической культуры Российской Федерации» (1996), награждён почётным знаком «За заслуги в развитии олимпийского движения в России».
Женат на велогонщице Галине Царёвой, шестикратной чемпионке мира в индивидуальном спринте. Его сын Николай Кузнецов тоже стал известным велогонщиком, а дочь Светлана Кузнецова — теннисисткой.